# Sven Andersson Ranck
Sven Andersson Ranck, född 1616 i Rankhyttan, Dalarnas län, död 1684 i Halmstad, Hallands län.
Han gjorde militär karriär från menig till kapten och blev adlad 1652 för att även kunna ta högre poster. Han blev utnämnd till överstelöjtnant samt kommendant, först i Kristianstad 1658, sedan på Bohus fästning 1659. Ranck blev överste vid Älvsborgs regemente 1660 och senare generalmajor på samma plats. Han blev landshövding i Hallands län 1678.